# Trzeboszowice
Trzeboszowice (deutsch Schwammelwitz) ist eine Ortschaft der Gemeinde Paczków im Powiat Nyski in der Woiwodschaft Opole in Polen.

## Geographie

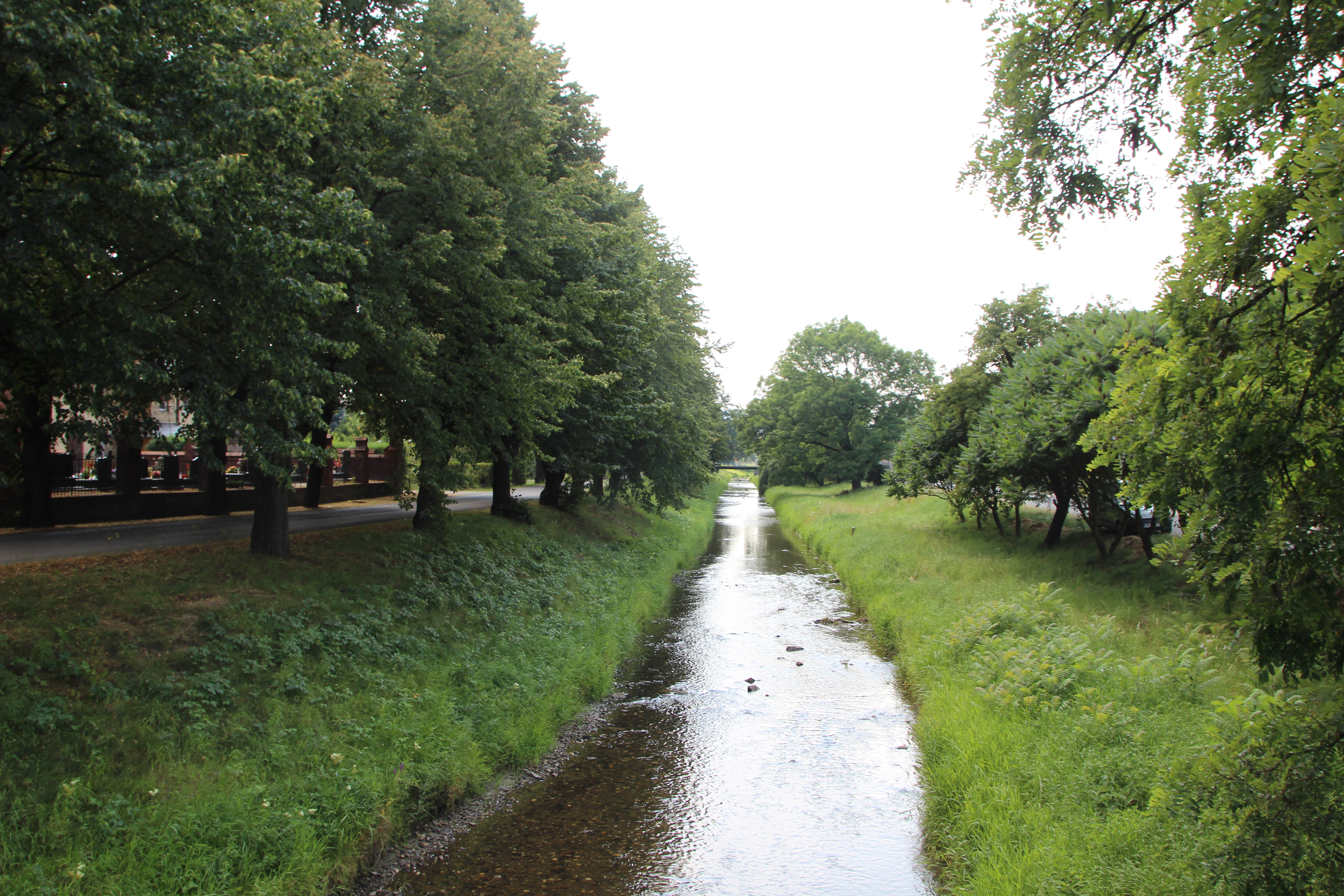
Raczyna in Trzeboszowice

### Geographische Lage
Das Angerdorf Trzeboszowice liegt im Südwesten der historischen Region Oberschlesien. Der Ort liegt etwa sieben Kilometer östlich des Gemeindesitzes Paczków, etwa 17 Kilometer südwestlich der Kreisstadt Nysa und etwa 70 Kilometer südwestlich der Woiwodschaftshauptstadt Opole.
Ścibórz liegt in der Przedgórze Sudeckie (Sudetenvorgebirge) innerhalb der Przedgórze Paczkowskie (Patschkauer Vorgebirge). Südlich des Dorfes fließt die Raczyna (Krebsbach), der oft Hochwasser aus dem Reichensteiner Gebirge mit sich bringt. Südlich des Dorfes fließt die Świdna (Grundwasser).

### Nachbarorte
Nachbarorte sind im Norden Wilamowa (Alt-Wilmsdorf), im Nordosten Ścibórz (Stübendorf), im Südosten Ratnowice (Rathmannsdorf), im Süden Dziewiętlice (Heinersdorf) sowie im Westen Ujeździec (Geseß) im Westen.

## Geschichte

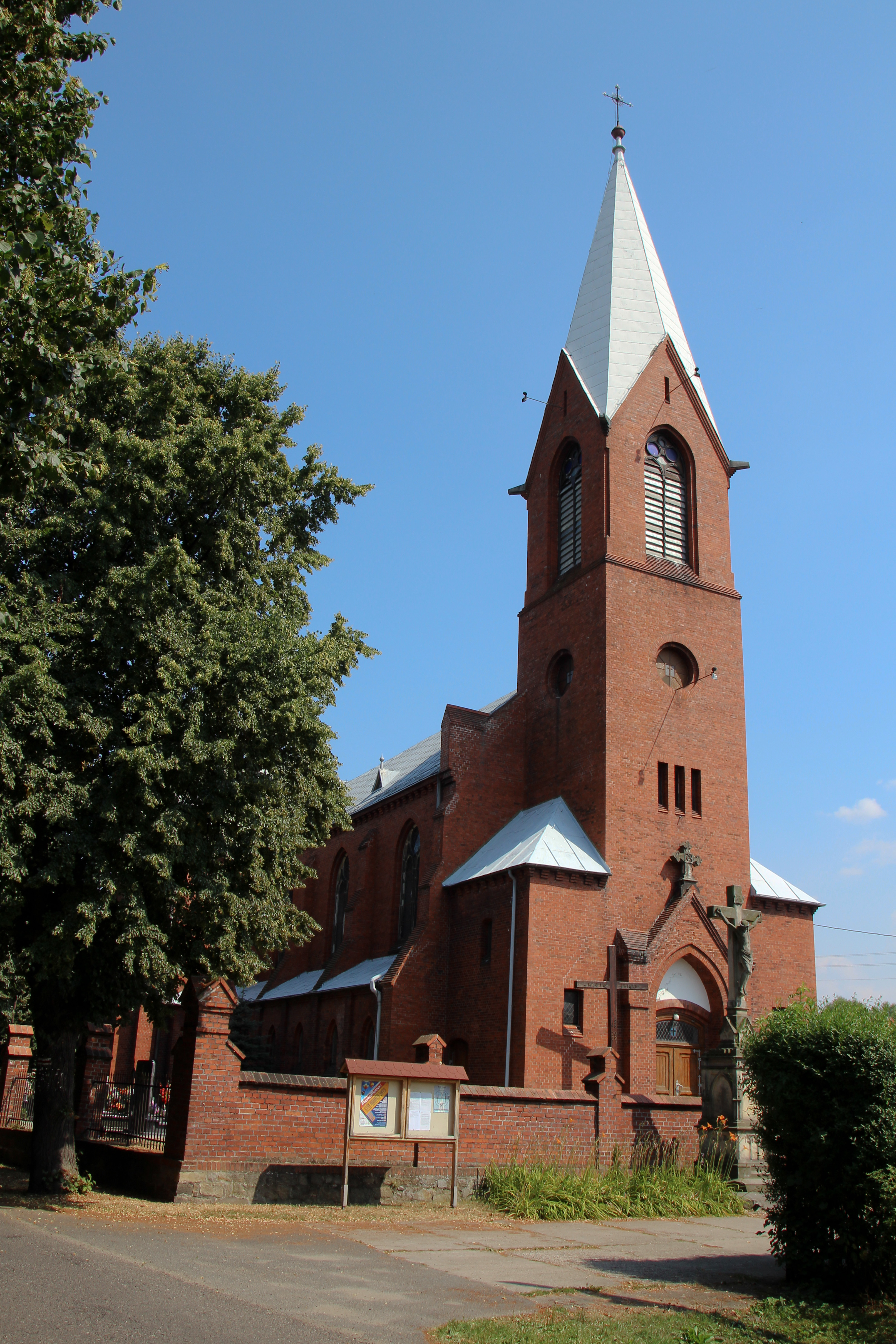
St.-Hedwig-Kirche

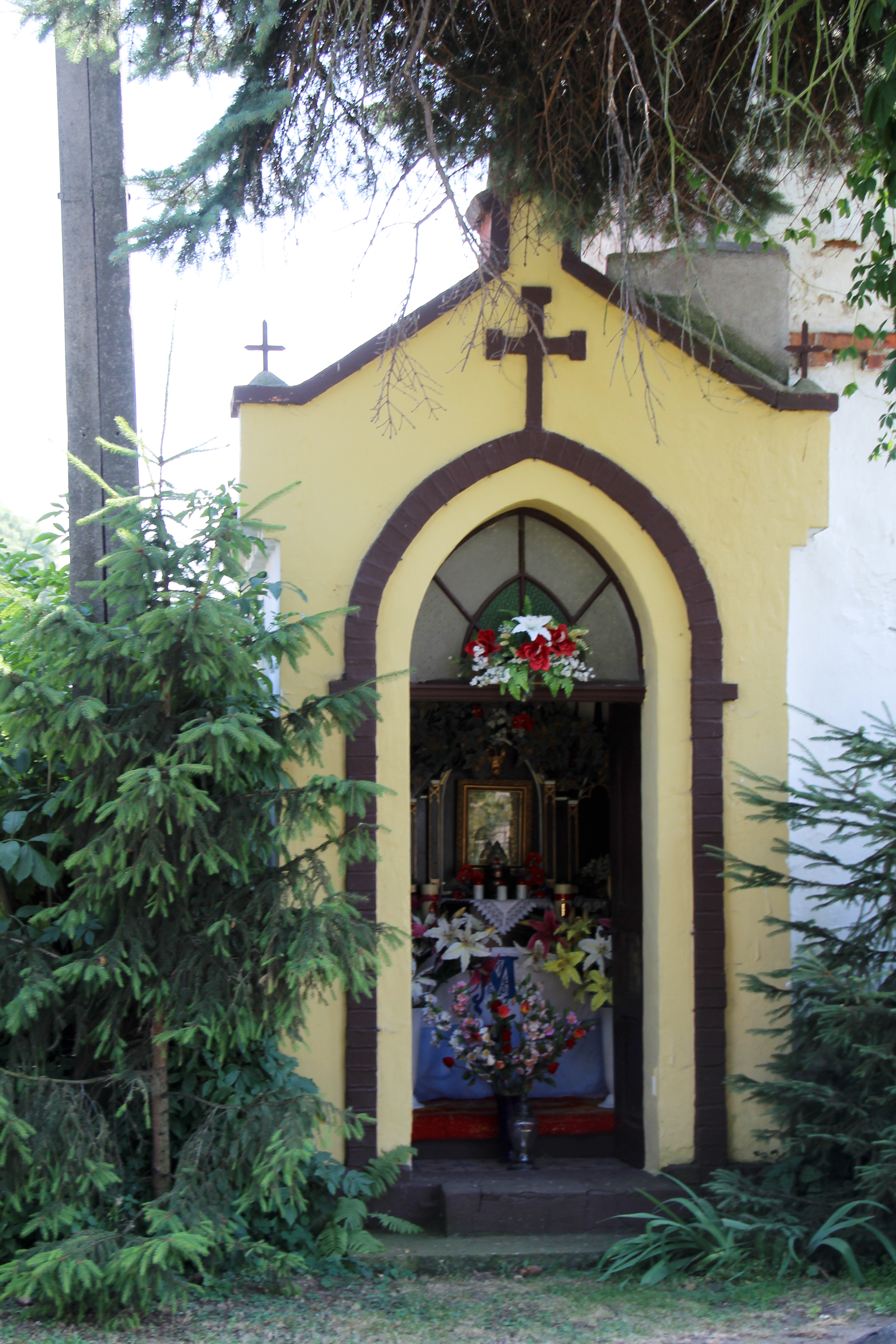
Wegekapelle

Das Dorf wird in einer Urkunde von 1293 erstmals als Swemeniz erwähnt. Es gehörte damals kirchlich zu Ottmachau und dementsprechend zum Bereich der Kastellanei Ottmachau, dem ältesten Teil des Breslauer Bistumslandes. Es ist möglich, dass damals schon das Dorf deutsches Recht bekam. In dem Werk Liber fundationis episcopatus Vratislaviensis aus den Jahren 1295–1305 wird der Ort  als Swemmelwitz erwähnt. Für das Jahr 1358 ist die Ortsbezeichnung Swemlowicz überliefert.  1334 wurde die Pfarrei erstmals erwähnt. Verwüstungen brachten die Raubzüge der Hussiten im 15. Jahrhundert. 1556 rief Pfarrer Christoph Klöckener eine Schulstiftung ins Leben, die noch 1678 bestand. Im Dreißigjährigen Krieg wurde das Dorf verwüstet. 1648 wurden Soldaten in Schwammelwitz angesiedelt.
Nach dem Ersten Schlesischen Krieg 1742 gelangte Schwammelwitz mit dem größten Teil Schlesiens an Preußen. 1784 wird ein Schulmeisterhaus erwähnt.
Nach der Säkularisation des Fürstentums Neisse 1810 wurde die weltliche Herrschaft der Breslauer Bischöfe beendet. Mit der Neugliederung Schlesiens 1813 wurde Schwammelwitz, das bis dahin zum Regierungsbezirk Breslau gehörte, dem oberschlesischen Regierungsbezirk Oppeln eingegliedert. Ab 1816 gehörte es zum neu errichteten Landkreis Neisse, mit dem es bis 1945 verbunden blieb. Das Dominium war 1821 von König Friedrich Wilhelm III. an Minister von Humboldt geschenkt worden. Davon liegen viele Äcker unter dem Wasser des Ottmachauer Staubeckens. 1845 bestanden im Dorf ein Gut, ein Vorwerk, eine katholische Pfarrkirche, eine katholische Schule, eine königliche Oberförsterei sowie 128 weitere Häuser. Im gleichen Jahr lebten in Schwammelwitz 867 Menschen, davon 21 evangelisch. 1855 lebten 309 Menschen in Schwammelwitz. 1865 bestanden im Ort eine Scholtisei, 22 Bauern-, 32 Gärtnerstellen und 4 Häuslerstellen sowie eine Gastwirtschaft, eine Wassermühle und eine Pfarrkirche. 1874 wurde der Amtsbezirk Schwammelwitz gegründet, welcher aus den Landgemeinden Heinersdorf, Schwammelwitz und Stübendorf und den Gutsbezirken Fürstenvorwerk, Schwammelwitz, Schwammelwitz, Forst und Stübendorf bestand. Erster Amtsvorsteher war der Rittergutsbesitzer von Weitzel. 1884 wurde im Ort ein zweigeschossiges Schulgebäude erbaut. 1885 zählte Schwammelwitz 864 Einwohner. 1888 wurde die katholische Kirche im Ort neu erbaut.
1933 lebten in Schwammelwitz 1122 Menschen. 1937 befanden sich folgende Handwerks- und Gewerbebetriebe in Schwammelwitz: Es gab zwei Bäcker, eine Betonwarenfabrik, einen Fleischer, zwei Friseure, zwei Gasthöfe, vier Gemischtwarenläden, eine Gerberei, zwei Mühlen, einen Sattler, drei Schmiede, drei Schneider, zwei Schuhmacher, zwei Stellmacher, drei Tischler, einen Töpfer, eine Spar- und Darlehenskasse, eine Elektrizitätsversorgung, eine Molkerei und eine Hebamme. 1939 lebten 950 Menschen im Ort.
Als Folge des Zweiten Weltkriegs fiel Schwammelwitz 1945 an Polen, wurde in Trzeboszowice umbenannt und der Woiwodschaft Schlesien angeschlossen. Die deutsche Bevölkerung wurde vertrieben. 1950 wurde es in die Woiwodschaft Oppeln eingegliedert. 1999 kam es zum wiederbegründeten Powiat Nyski.

### Einwohnerentwicklung
| Jahr | Einwohner | Häuser                    |
| ---- | --------- | ------------------------- |
| 1784 |           | 88 Stellen                |
| 1845 | 867       | 128 Häuser                |
| 1895 | 1031      | 144 Häuser, 242 Haushalte |
| 1939 | 948       | 264 Haushalte             |

## Sehenswürdigkeiten
- Die römisch-katholische Hedwigskirche (poln. Kościół św. Jadwigi) wurde 1888 im neogotischen Stil erbaut. Ein erster Bau entstand bereits im 14. Jahrhundert. Die Pfarrei wurde 1334 erstmals erwähnt. Das Gebäude wurde 2015 unter Denkmalschutz gestellt.[10]
- Das Schloss Schwammelwitz (poln. Dwór Trzeboszowice) wurde 1800 erbaut. Es steht seit 1965 unter Denkmalschutz.[10]
- Steinerne Wegekapelle

## Vereine
- Fußballverein LZS Trzeboszowice-Ścibórz

## Persönlichkeiten
- Georg Abesser (1889–1977), Mediziner